# 伊乘
伊乘（1441年—1525年），字德載，直隸應天府上元縣匠籍，蘇州府吳縣人，明朝政治人物。

## 生平
成化元年（1465年）乙酉科應天鄉試第八十一名舉人，十四年（1478年）中式戊戌科會試第五十六名，二甲第三十九名進士。官至四川按察司僉事，致仕歸里。

## 著作
著有《六書考》、《音韻指掌》等書，均亡佚，書目僅見於《千頃堂書目》。

## 家族
曾祖伊肜；祖父伊悌；父伊溥，封刑部主事。母顾氏。重庆下。